# Libagon
Libagon ist eine philippinische Stadtgemeinde in der Provinz Southern Leyte. Sie hat 15.169 Einwohner (Zensus 1. August 2015).

## Baranggays
Libagon ist politisch in 14 Baranggays unterteilt.
- Biasong
- Bogasong
- Cawayan
- Gakat
- Jubas (Pob.)
- Magkasag
- Mayuga
- Nahaong
- Nahulid
- Otikon
- Pangi
- Punta
- Talisay (Pob.)
- Tigbao